# Ladislav Alster
Ladislav Alster (2. června 1927 Rakovník – 11. ledna 1991 Praha) byl český šachista a šachový publicista.

## Životopis
V 50. letech 20. století byl Ladislav Alster jedním z předních československých šachistů. V roce 1954 zvítězil s československým týmem na studentské šachové olympiádě v Oslo. Mezi lety 1953 a 1965 se zúčastnil 11 mistrovství republiky a jedno z nich (v roce 1956 v Poděbradech) vyhrál (předtím byl v roce 1954 třetí a 1955 druhý).
Účastnil se mezinárodních turnajů, např. roku 1957 pásmového turnaje ve Wageningen a roku 1959 pásmového turnaje v Mariánských Lázních. Československo reprezentoval také v roce 1956 na šachové olympiádě v Moskvě a na 1. mistrovství Evropy v šachu družstev ve Vídni (3. místo).
Vedl šachové rubriky několika periodik a publikoval několik knih.
Nejvyššího hodnocení Elo 2340 dosáhl v lednu 1986. V roce 1987 získal titul mistr FIDE.